# Svea livgardes fältpiparkår
Svea livgardes Fältpiparkår - Livgardets Trumkår är en frivillig militärmusikkår vid Livgardet. Kåren består av omkring 25 musiksoldater och framför traditionell musik på fältpipor, jägarhorn och trummor.
Fältpiparkåren bär musikuniform m/1886 för Svea livgarde med för trumkårer utmärkande trumslagarvinklar och bragoner på ärmar respektive axlar. Uniformen har de för Livgardet till fot traditionella svenska färgerna blått och gult, med knappar i silver.
Kåren bär även Fältuniform 90 när så behövs.  
Huvuduppgiften är att tillhandahålla musik till Livgardets olika ceremonier som soldaterinran, regementets dag och vaktparaden vid Kungliga slottet.
Kåren spelar även åt andra enheter inom Försvarsmakten och vid spelningar med militär anknytning utanför försvaret. Kåren har exempelvis medverkat vid Tattoo till häst 1995, Tattoo i Tyskland - Berlin 2000, Bonn 1998 och Ehingen 1996. År 2003 deltog Fältpiparkåren i Sverigedagarna i Wismar.

## Historik

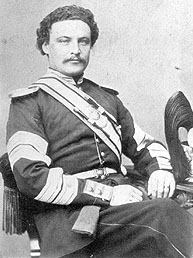
C.F. Herrmann

När Gustav Vasa tågade in i Stockholm på midsommarafton 1523 gick "trumlare och pipare" i täten. Musikformen är således mycket gammal. I Europa vet man att fältpipan användes redan på 1300-talet. Instrumenten användes till att framföra meddelanden genom signaler. Man lät en viss melodislinga motsvara en speciell, förutbestämd, order.
Vid Konungens garde har musikformen lämnat spår i Stockholms och Sveriges kultur genom starka personligheter såsom Carl Michael Bellman i "Rörande corporal Bohmans begravning", mer känd som "Undan ur Vägen". Marschen var under Bellmans levnadstid regementsmarsch för Konungens garde och den lånades, i enlighet med den tidens seder och bruk, till Bellmans text.
Fältpiporna fanns kvar i krigsorganisationen fram till 1824 då de, på grund av en mer utspridd stridsteknik, ersattes av jägarhornet. Vid Svea livgarde fanns emellertid en fältpiparkår under ledning av den legendariske musikanföraren O.F. "vackre" Herrmann. Denna kår lades ned 1894.
1989 grundades av Hans Augustin, major vid Livgardet, en kår på frivillig basis. De frivilliga musiksoldaterna rekryteras från hela landet, men främst från andra enheter vid Livgardet och Stockholmsområdet. 
Sedan starten har kåren deltagit vid samtliga soldaterinran vid Svea livgarde och Livgardesbrigaden. Kåren deltar också vid nationaldagsfirandet i Stockholm varje år. Kåren har även deltagit vid flera internationella tattoon i Sverige och Tyskland:
- Tattoo till häst, Stockholm 1995
- Tattoo i Ehingen, Tyskland 1996
- Tattoo i Bonn, Tyskland 1998
- Ystad International Military Tattoo, Ystad 1999
- Tattoo i Berlin, Tyskland 2000
- Schwedenfest i Wismar (100-årsjubileum), Tyskland 2003
- Landstreffen i Ehingen, Tyskland 2004
- Schwedenfest i Wismar, Tyskland 2005
- Ystad International Military Tattoo, Ystad 2007
- Stockholm Military Tattoo, Stockholm 2009
- Stockholm Military Tattoo, Stockholm 2010
- Svensk Blåsmusikfestival/Linköping tatoo, Linköping 2018
- Svensk Blåsmusikfestival/Linköping tatoo, Linköping 2019

## Symboler

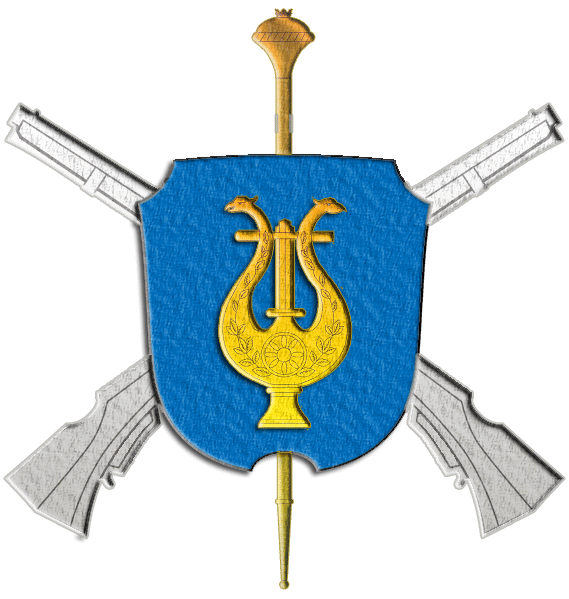
Fältpiparkårens vapen

Svea livgardes Fältpiparkårs heraldiska vapen är i ett blått fält en musiklyra m/06 av guld. Skölden lagd över två korslagda musköter samt en musikanförarstav. Således symboliseras både drill (musköter), exercis (stav) och musik (lyra) i kårens vapen.
Som enda militärmusikkår i Sverige för Fältpiparkåren en så kallad Muhammedsfana. Muhammedsfanan rankas som ett av regementets främsta traditionsföremål efter regementsfanorna. Mohammedsfanan är ursprungligen ett slagverksinstrument och härstammar från den Turkiska Janitscharmusiken. Bruket att föra Mohammedsfana i Sverige infördes vid Livgardet efter Karl den XII:s tåg i österled. Instrumentet används i flera länders försvarsmakter. Den kallas i Tyskland, där den ingår i varje större militärmusikkår, för Schellenbaum och i Storbritannien Crescent.

## Organisation och ledning
Fältpiparkåren är militärt organiserad i en stab och i två troppar vardera innehållande två grupper.
| Stab          | Ledningsgrupp innehållande kårchef, stf. kårchef och stavförare. Trossgrupp innehållande trossbefäl och kalfaktor. Fanförargrupp. |
| Trumtroppen   | Virvelgrupp och tenorgrupp om 4-8 musiker vardera.                                                                                |
| Blåsartroppen | Pipargrupp och jägarhornsgrupp om 4-8 musiker vardera.                                                                            |

Personal i fältpiparkåren som ej är anställda soldater eller officerare på Livgardet förordnas på regementsorder i GSS- eller specialistofficersgrader enligt nedan.
| Kårchef Stavförare        | Översergeant | Kårchefen leder verksamheten inom kåren. Administrerar och organiserar. Sköter kontakten med regementet samt bokningar av spelningar. Stavföraren leder kåren vid framträdanden. Utbildar i musikexercis. |
| Stf. kårchef              | Sergeant     | Assisterar kårchefen, beredd överta dennes sysslor. Personal- och materielansvarig. |
| Troppchef Trossbefäl      | Överfurir    | Ansvarar för två till tre grupper. Totalt kompetensansvar för troppen. |
| Gruppchef Stf. trossbefäl | Furir        | Leder och utbildar sin grupp om upp till 8 medlemmar. Ansvarar för att gruppen håller tillräcklig musikalisk och exercismässig kompetens.                                                                 |
| Stf. gruppchef            | Korpral      | Assisterar gruppchefen, beredd överta dennes sysslor. Materielansvarig inom gruppen. |
| Musiker Tross             | Menig        | |